# Teufelsmoor

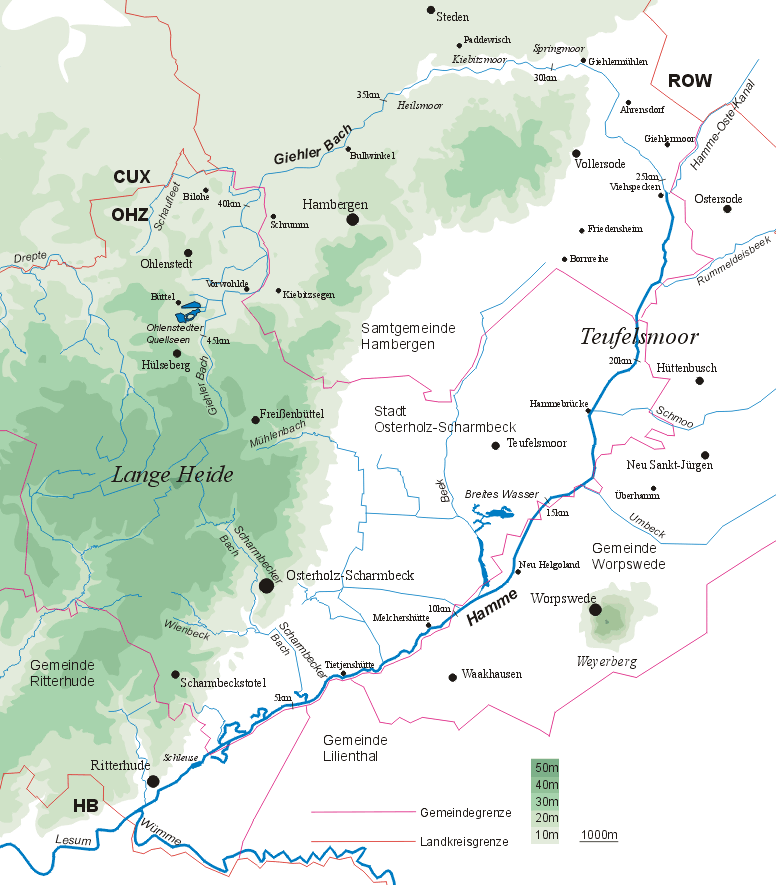
Le Teufelsmoor dans le bassin le plus drainé, celui de la Hamme.

Le Teufelsmoor est un site naturel de Basse-Saxe (Allemagne) situé au nord de Brême, qui occupe une part importante de l’arrondissement d'Osterholz et est limitrophe de l’arrondissement de Rotenburg (commune de Gnarrenburg). Le nom de Teufelsmoor est une altération de doofes Moor (tourbière silencieuse). Du point de vue géographique, il correspond à la dépression de Hamme-Oste.

## Géographie

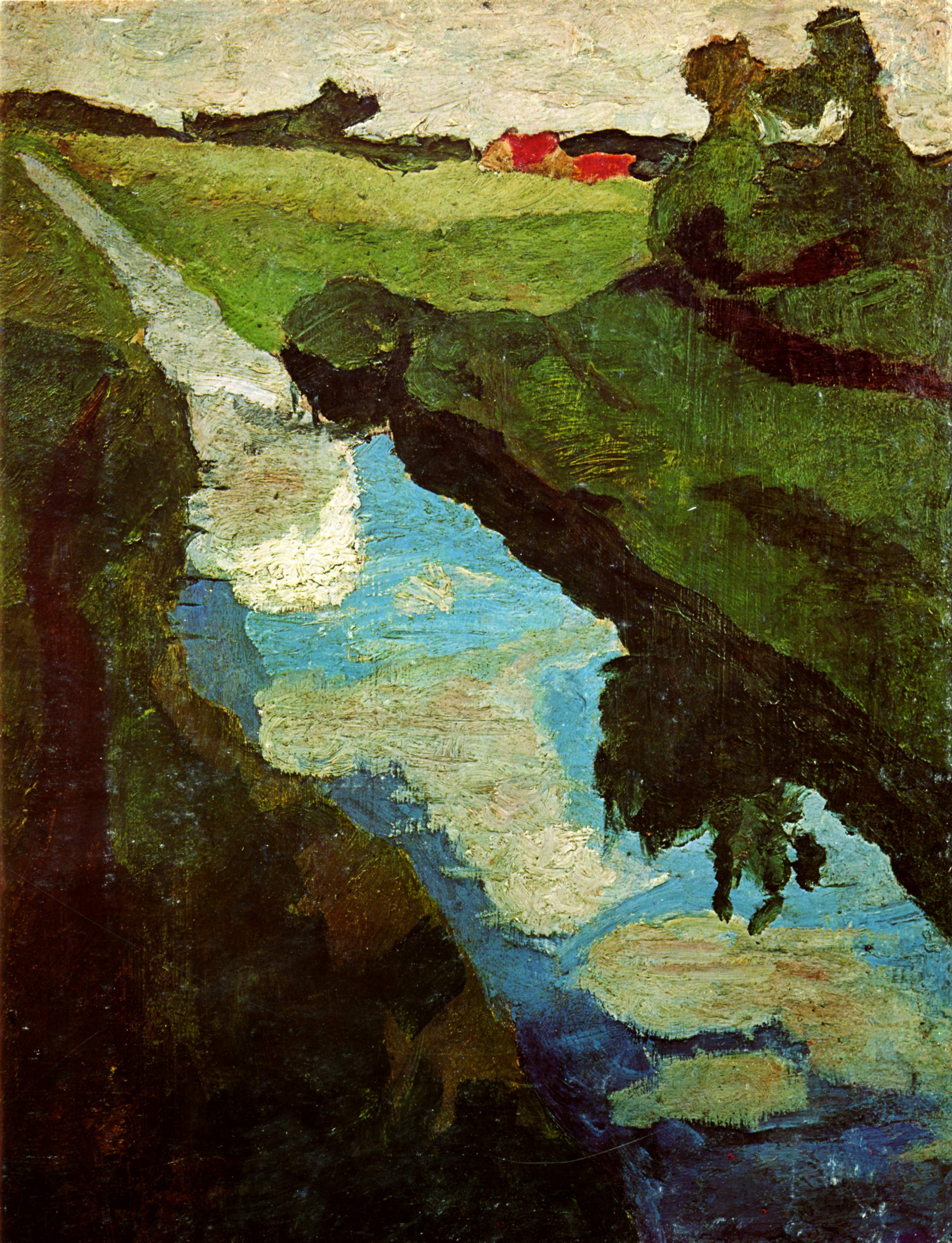
Paula Modersohn-Becker: Puits de tourbe, entre 1900 et 1902.

Le site naturel du Teufelsmoor occupe le chenal de fonte d'un ancien glacier, sur une superficie d'environ 500 km2. Cette dépression est drainée en son milieu par la Hamme, dont la vallée glaciaire a donné naissance au site. La Wümme et son affluent la Wörpe drainent la moitié sud de la région. À l’ouest, ces marécages se terminent par le geest d’Osterholz (moitié sud du geest de Wesermund) et à l’est par le geest de Zeven. À l’extrémité nord, près de Karlshöfen, ces deux geest se rejoignent et forment un col, qui est le vestige de l’exutoire du chenal de fonte glaciaire.
Le Teufelsmoor proprement dit est une tourbière ombrotrophe qui se trouve à proximité des cours d'eau de la dépression du Niedermoor. Elle se rattachait naguère aux grandes tourbières de l'Allemagne du nord-ouest. Les plus anciennes strates de la région, située à Grasberg, révèlent la présence de tourbe sur des épaisseurs de onze mètres et même davantage.
Au centre de la tourbière, il y a l’île de Weyerberg et la colonie artistique de Worpswede, devenue célèbre par ses peintres. Gnarrenburg, à l'extrémité nord du Teufelsmoor, est le bourg voisin le plus important.
Aux confins sud-ouest du Teufelsmoor se trouve le faubourg homonyme de la ville d'Osterholz-Scharmbeck.

## Histoire
Le Teufelsmoor n’a commencé à se peupler qu’aux XVIIe et XVIIIe siècles. La colonisation de cette zone marécageuse commence vers 1750, sous la direction de l’intendant aux tourbières Jürgen-Christian Findorff. Les premiers colons n’étaient que des servantes et des valets de ferme, incités à répondre à l’appel gouvernemental par la perspective d'accéder à la propriété privée en bénéficiant d'une franchise d'impôt et de l’exemption du service militaire. Jusque tard dans le XXe siècle, les conditions de vie de ces Moorkolonien n'étaient rien moins qu’idylliques. Un dicton bas saxon donne une idée des conditions de vie déplorables : « les premiers sont morts, les seconds sont misérables, les derniers ont du pain » (Den Eersten sien Dood, den Tweeten sien Noot, den Drüdden sien Broot). L’espérance de vie dans les chaumières sombres et humides était faible et les terrains marécageux impropres à l’agriculture.
On mit sur pied une campagne de drainage des marais, les fossés devenant des canaux de navigation. Les conditions naturelles s’en trouvèrent bouleversées car on a extrait des millions de mètres cubes de tourbe. La tourbe, transportée vers Brême par canot, était vendue comme combustible. Les digues dressées le long des canaux servaient au halage et à la desserte de ces villages-rue qu’étaient les colonies du pays. Depuis la digue, des avancées de terres plongeaient vers l'intérieur de la tourbière pour en permettre l'exploitation. Encore aujourd’hui, cette structure peut se lire dans les faubourgs en villages-rue de Grasberg (notamment le quartier de Rautendorf) et de Worpswede.
L’exploitation de la tourbe et l’assèchement des marécages ont bouleversé les conditions climatiques de tout le pays (climat local). Ce n’est qu’à la fin du XIXe siècle que l’élevage de la vache laitière s’est généralisé. À Brême on a fini par interdire le chauffage à la tourbe, car certains hivers la fumée devenait insupportable (à cause du smog). Le charbon, d’un pouvoir calorifique très supérieur, a supplanté la tourbe. Pourtant jusqu’à ce jour une destruction irréversible de la tourbière (exploitation de la tourbe) s’est poursuivie. Des campagnes massives de restaurations, faites de drainages, de fossés et de canaux d’irrigation devraient améliorer le rendement de l’agriculture et permettre même la culture de céréales, les silos de maïs servant pour le fourrage en agriculture intensive.
Ces mesures ont bénéficié depuis le milieu du XXe siècle des subventions de divers programmes nationaux et européens. Cela a été poussé si loin que lorsque les fossés s’assèchent l’été, ils prennent feu, de sorte qu’en cas de sécheresse prolongée, il faut avoir recours à l’irrigation artificielle.
Sous le Troisième Reich (1933–1945), on stationnait dans le Teufelsmoor des unités du Service du travail (cf. Osterholz-Scharmbeck). De 1934 à la fin de 1941, les villes avaient établi dans ces marécages un camp de travail des services sociaux de Brême.

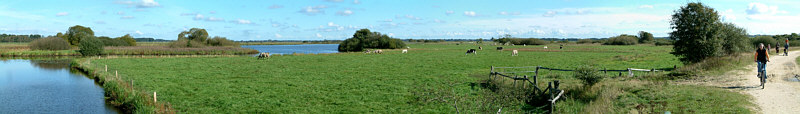
Le Teufelsmoor

Dans les années 1990, une réflexion a été engagée sur l'aménagement du territoire (depuis le milieu des années 1970,la CEE devait gérer une surproduction agricole, notamment de lait et de beurre : voyez Politique agricole commune). À grands coups de jachères et de programmes de restauration, on a cherché à préserver le site naturel. La tourbière aujourd'hui n’est plus dans son état d'origine. Seuls quelques marécages encore intacts (comme la tourbière de Günnemoor) sont encore en exploitation. Quelques îlots vierges (des parcelles jamais exploitées) sont encore perceptibles dans le paysage, mais leur situation élevée les rend difficiles à renaturer. La sécheresse permet la minéralisation de la tourbe et est propice à la sylviculture (par exemple la plantation de bouleau pubescent, une espèce pionnière). Récemment, plusieurs modestes plantations de substitution ont été opérées sur ces parcelles.
La valeur des tourbières en tant que réservoirs de carbone se trouve depuis l’an 2000 au centre des discussions sur le réchauffement global et sur la question de savoir comment l’Homme peut s'y opposer.

## Redécouverte
Depuis, le Teufelsmoor est devenu une banlieue chic de Brême, et ses villages se développent par la multiplication des lotissements et l'afflux de nombreux néo-citoyens. L’histoire du Teufelsmoor est ainsi une page de culture humaine et de un modèle d’âpreté à survivre, mais elle illustre aussi l'influence et les conséquences de cette culture. L’histoire du site et de ses habitants a fait l'objet d'une série télévisée produite en 1982 par Radio Bremen, Teufelsmoor. On y voit la vie de plusieurs générations successives de la famille paysanne de fiction Kehding, depuis les débuts du défrichement jusqu’à la fin du XXe siècle. Le Teufelsmoor a servi de décor à plusieurs téléfilms, comme l'épisode de la série policière Tatort où joue Maria Furtwängler.
Après des décennies d'exploitation industrielle des marais et l’extension des terres d'élevage, les paysages naguère dépeints par les artistes de l’École de Worpswede ne subsistent que dans des parcelles disséminées et étroites, sous protection du Patrimoine. La révision de 2010 du plan d'aménagement de Basse-Saxe, entreprise par le ministère régional de l’agriculture, prévoyait d'autoriser l'exploitation de nouvelles tourbières à Günnemoor (et dans d'autres tourbières ombrotrophes du bassin Elbe-Weser et des environs de Brême). Cette initiative a été dénoncée par le député régional CDU Axel Miesner, car la relance des permis industriels est contraire au programme "Vision Teufelsmoor" de l'arrondissement d'Osterholz, qui préconise le gel des exploitations locales,. Les dernières autorisation d’exploitation étant venues à échéance fin 2012, l'exploitant avait déposé une demande de renouvellement de son autorisation, mais l’arrondissement a réitéré sa ferme opposition. Au cours de l’été 2012 le gouvernement régional s’est encore prononcé contre la reprise de l’extraction de la tourbe dans le Teufelsmoor. Là-dessus, les demandes de permis ont été retirées. Les tourbières éventrées doivent être remises en eau et mises sous protection du Patrimoine.

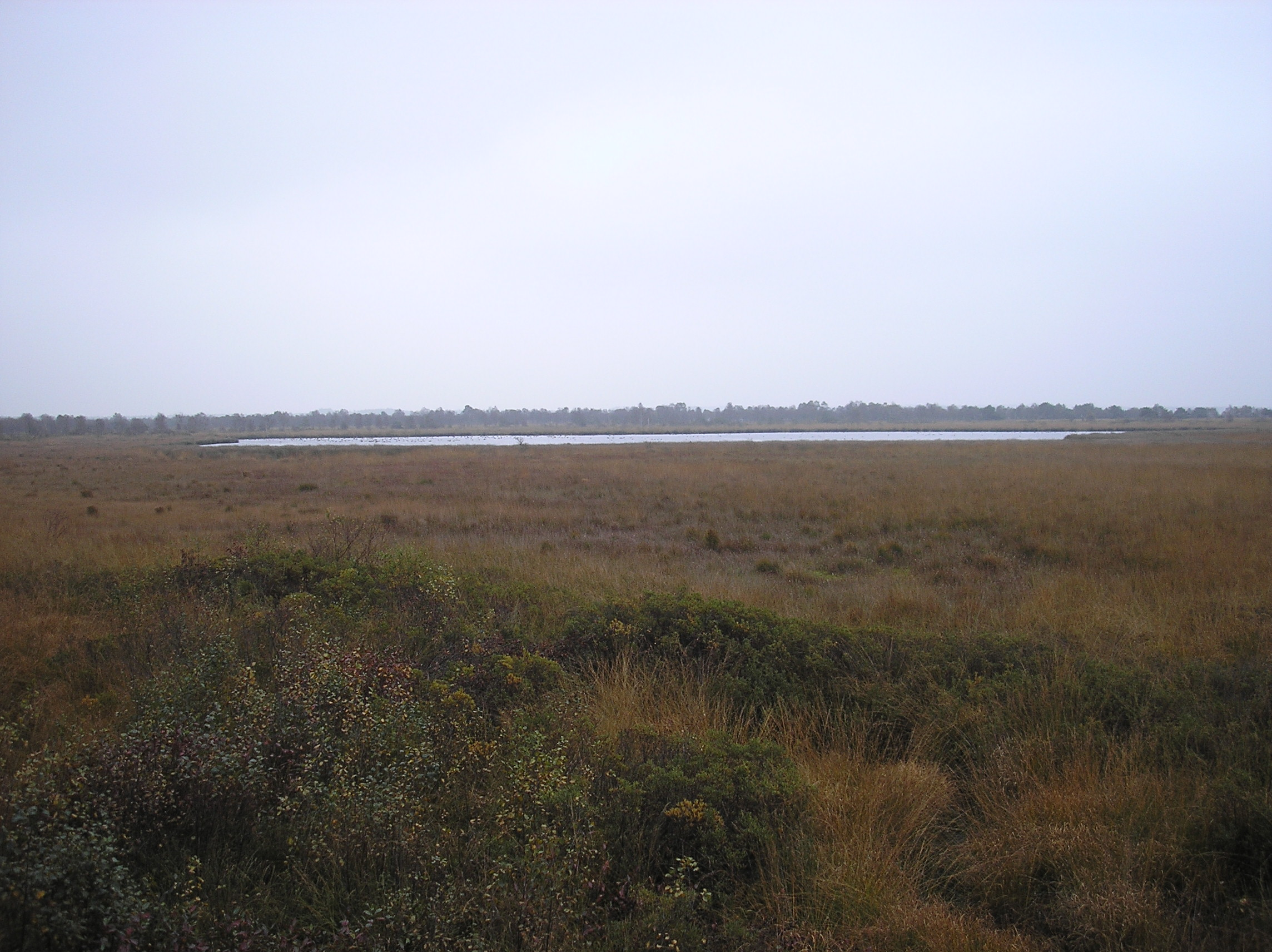
La tourbière encore à l'état vierge, près de Gnarrenburg (tourbière de Huvenhoop).